# Valérie Durand
Pour les articles homonymes, voir  Durand.
Valérie Durand est une artiste peintre française, née le 2 octobre 1964 à Neuilly-sur-Seine. Elle est diplômée d’ESMOD Paris et s'est spécialisée dans les portraits de stars et les scènes de films. Elle peint à l'acrylique et aux couteaux.

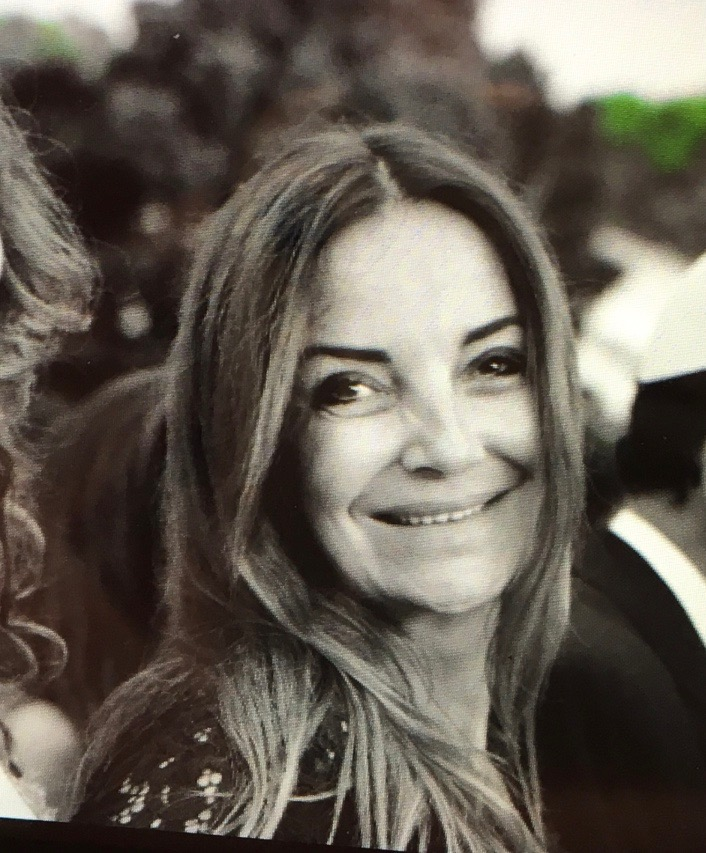

## Biographie
C’est en septembre 2016 qu’elle décide de se consacrer à son métier de peintre et qu’elle débute sa série de portraits non-exhaustive : Portrait de Stars.
Elle peint les pilotes de Formule 1 et expose au Castellet et à Monaco. 
Elle a commencé une série sur les stars du Football. En 2017 et 2018, elle fait la couverture du magazine Connexions des Arts, et se fait remarquer dans le monde du sport.
Sa nouvelle collection de chevaux, spécialement préparée pour les JO 2024 concerne le monde de l'équitation. Elle-même cavalière, elle s'efforce de rendre à l'animal, sa noblesse avec son style particulier, au couteau.

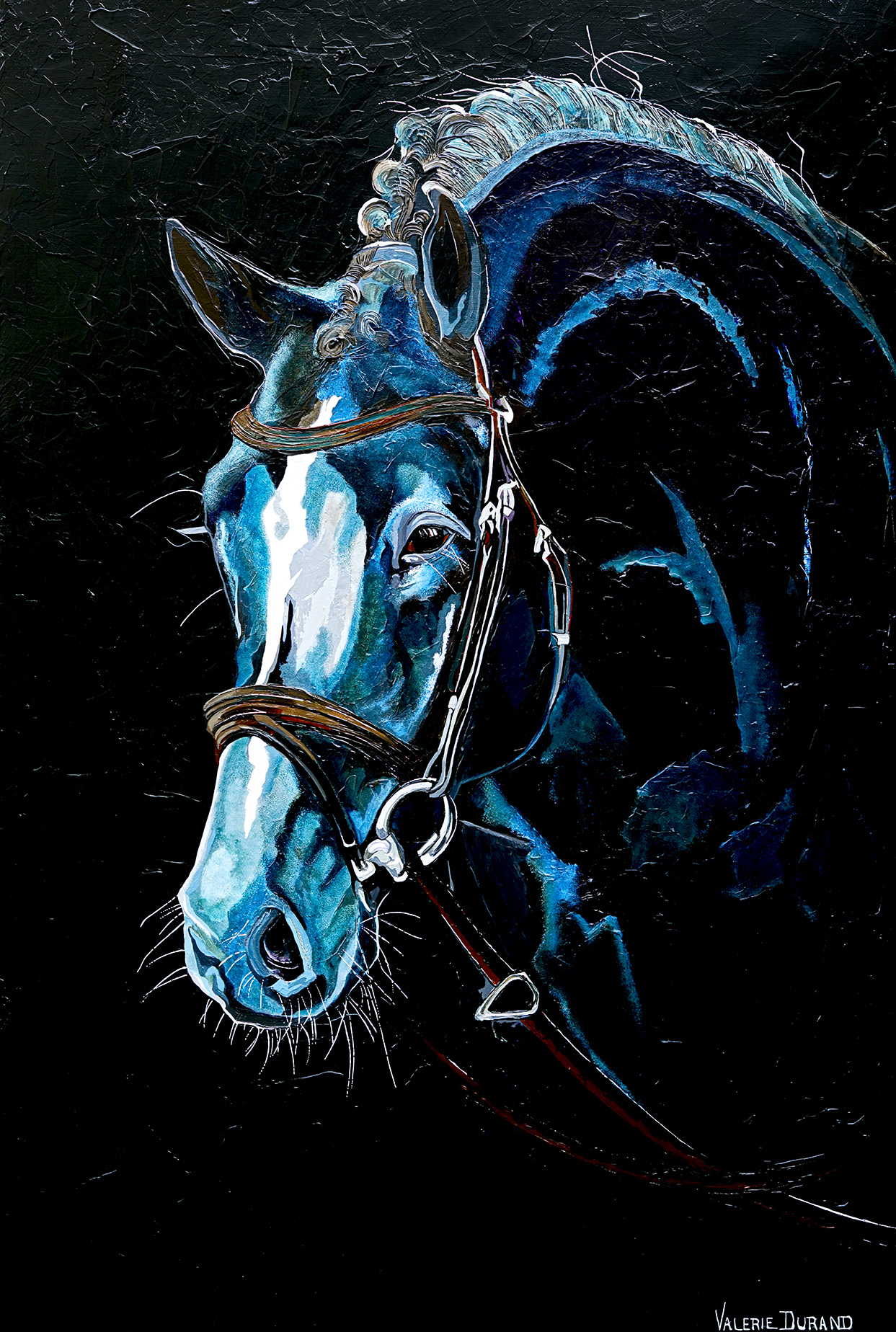
Cheval de Valérie Durand, nouvelle collection 2023

## Expositions permanentes
- Can Cago, Galerie de la Main de Fer, Perpignan
- Bam Galerie, Toulouse
- Galerie Mark Hachem, Paris
- Galerie, Ixiart, Toulouse[4]
- Estate Gallery, Lyon[5] jusqu'à la fermeture en 2023
- Artsper[6]

## Expositions temporaires
- Hôtel DIOR, Paris 2018
- Espace Neptune, St-Jean-Cap-Ferrat, 2023[7]
- Salon d'Automne, Paris (2021, 2022, 2023, sélectionnée 2024)
- Palais Ephémère, Paris (2022, 2023, 2024)
- Art 3F, Portes de Versailles et Luxembourg, 2023
- Salon de Lunéville (2021, 2022)
- Salon d'Andilly (73) 2023
- Salon au Château Conti à l'Isle Adam (95) 2023
- Candidate au Salon des Artistes Français pour 2024
- Le Moulin de la Filature du Blanc (36300) 50 toiles[8] (juillet-Aout 2023)

## Cotation
Le 30 janvier 2019 elle est cotée à la Maison de ventes aux enchères Cornette de Saint Cyr à hauteur de 9 600 euro/m2.

## Références

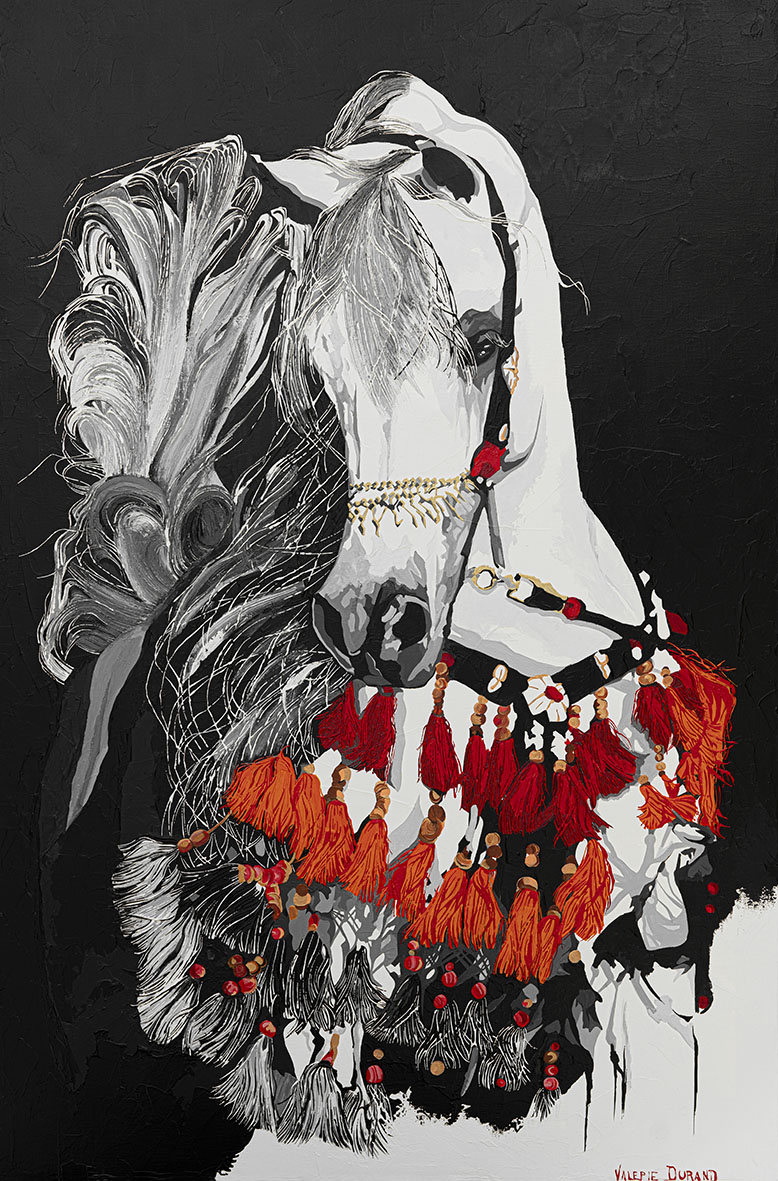
Cheval arabe blanc